# Quân đội

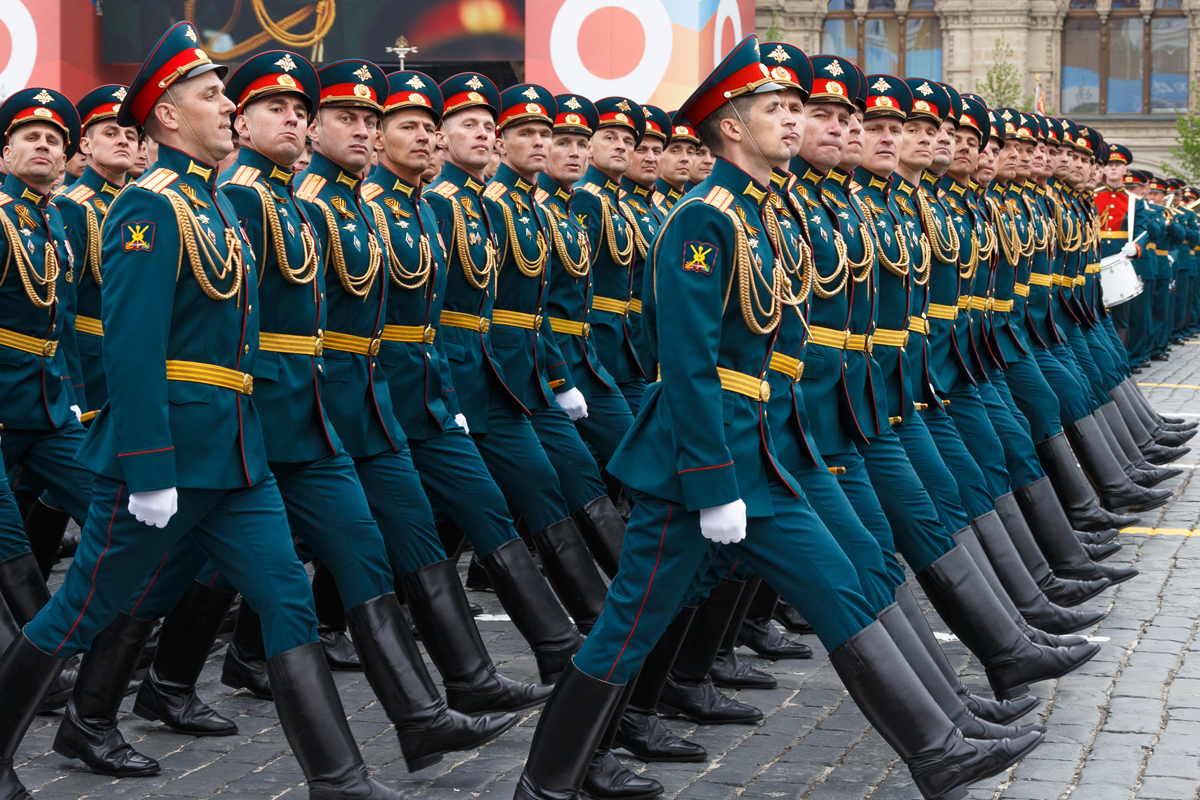
Quân đội Liên bang Nga đang diễu hành nhân ngày Chiến thắng

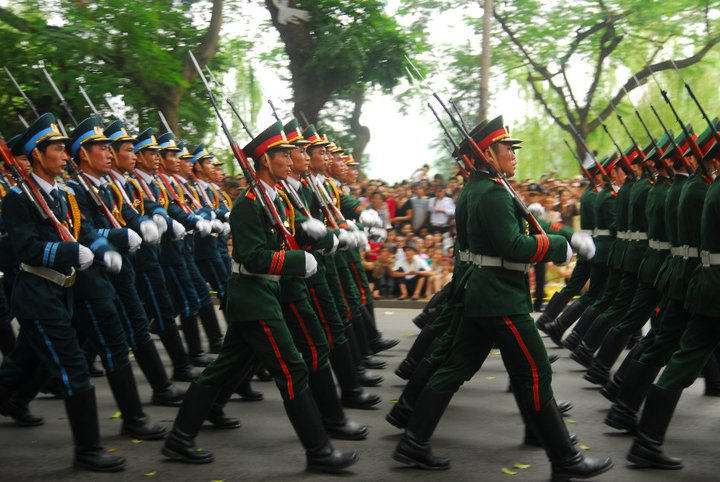
Quân đội nhân dân Việt Nam đang diễu hành đại lễ

Quân đội là một tập đoàn người có tổ chức gồm những người được vũ trang, được nhà nước đào tạo để dùng vào việc chiến tranh tấn công hoặc phòng ngự.. Đây là tổ chức vũ trang tập trung, thường trực và chuyên nghiệp do một nhà nước hoặc một phong trào chính trị xây dựng nhằm mục tiêu giành chính quyền, giải phóng đất nước, bảo vệ lãnh thổ, địa bàn, tổ quốc bằng đấu tranh vũ trang (chiến tranh, nội chiến, giao tranh...) hoặc tiến hành chiến tranh, đấu tranh vũ trang để thực hiện mục đích chính trị của nhà nước hoặc của phong trào chính trị đó.
Theo quan điểm các nhà kinh điển của Marxist thì quân đội gắn với nhà nước và giai cấp, mục tiêu chiến đấu, chức năng đối nội, đối ngoại và bản chất giai cấp của quân đội phụ thuộc vào mục đích chính trị và bản chất giai cấp của nhà nước hoặc phong trào chính trị tổ chức ra nó. Mọi quân đội đều là công cụ chiến đấu phục vụ hệ thống, tổ chức chính trị tổ chức ra quân đội đó, do đó, theo quan điểm của chủ nghĩa Marxist thì không có quân đội tuyệt đối phi giai cấp hoặc tuyệt đối đứng ngoài chính trị.
Sức chiến đấu của quân đội phụ thuộc chế độ chính trị-xã hội, vào sức mạnh kinh tế-xã hội của nhà nước hoặc của phong trào chính trị, vào trình độ phát triển khoa học-kỹ thuật và các yếu tố nội hàm của nó như quân số, chất lượng sĩ quan và binh sĩ, vũ khí trang bị, trình độ khoa học-nghệ thuật quân sự và trình độ tổ chức của những người chỉ huy, trạng thái tinh thần và trình độ tác chiến của binh sĩ. Quy mô tổ chức quân đội phụ thuộc vào mục tiêu, nhiệm vụ chính trị của nhà nước hoặc phong trào chính trị trong từng thời kỳ hoặc giai đoạn lịch sử cụ thể.

## Lịch sử

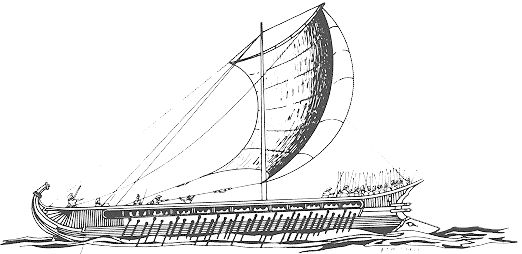
Một chiến thuyền cổ của Hy Lạp

Sự ra đời và lịch sử của quân đội là do lịch sử của tất cả các cuộc xung đột, không chỉ những cuộc xung đột trực tiếp của quân đội. Lịch sử của quân đội khác một chút so với lịch sử của các cuộc chiến tranh. Lịch sử của quân đội đề cập đến con người, trong khi lịch sử các cuộc chiến tranh tập trung chính vào sự phát triển của chính các cuộc chiến tranh, về sự thay đổi của công nghệ, chính phủ và địa lý. 
Lịch sử quân đội có nhiều mục đích. Mục đích chính của nó là học được từ quá khứ những thành công và các sai lầm để tiến hành các cuộc chiến tranh trong tương lai hiệu quả hơn.

### Quân đội cổ đại
Lịch sử thời kỳ cổ đại đã có những quân đội của các đế chế với quy mô hàng chục vạn người như quân đội của các nước Ai Cập, Hy Lạp, Sparta, La Mã, các quốc gia Trung Quốc cổ đại…

#### Quân đội Ai Cập cổ đại
Quân đội Ai Cập cổ đại có sự phát triển rực rỡ nhất dưới thời vua Ramesses II, với quy mô lên đến 40.000 người . Do chế độ chính trị - xã hội đẳng cấp, Quân đội Ai Cập được chia thành hai loại Hermotipe và Calasia, ngoài ra còn có quân hậu bị (như quân dự bị hiện nay ở Việt Nam) khoảng 9.000 binh sĩ. Các đơn vị Calasia có quy mô đến 25.000 người, các đơn vị Hermotipe có quy mô khoảng 16.000 người. Trong Quân đội Ai Cập cổ đại, Hermotipe giữ vị trí đẳng cấp cao hơn Calasia với thành phần là các chiến binh đã trải qua trận mạc và lập nhiều thành tích cũng như có tuổi tác và thâm niên quân ngũ cao. Trong vòng từ 3 đến 5 năm, một số lính Calasia sẽ dược xét chuyển lên Hermotipe. Những người không được xét tuyển sẽ chuyển thành quân hậu bị. Một số lượng quân sĩ mới sẽ được tuyển từ thanh niên để thay thế cho số quân này.
Dưới thời Ramesses II, Quân đội Ai Cập được tổ chức thành 4 quân đoàn do 4 chỉ huy cao cấp của Hoàng gia đứng đầu với quân số thường trực của mỗi quân đoàn 5.000 người. Dưới quân đoàn là các làng quân sự (compagny) do các chỉ huy trưởng thành từ binh sĩ đứng đầu với 250 quân. Ngoài quân thường trực, mỗi quân đoàn có khoảng 20 làng quân sự. Đơn vị cơ sở thấp nhất của quân đội Ai Cập cổ đại là các trung đội (platoon) với 50 binh sĩ. Mỗi làng có khoảng 5 trung đội.
Quân đội Ai Cập cổ đại gồm chủ yếu là lục quân với vũ khi trang bị cầm tay như giáo, kiếm, gậy, cung, nỏ, mộc, mũ, giáp. Theo vũ khí trang bị, các quân đoàn tổ chức các compagny chức năng như: lính mang giáo, lính mang kiếm, lính mang gậy, lính bắn cung, lính mang nỏ bắn đá; trong đó, lính bắn cung là nòng cốt của quân đội Ai Cập cổ đại.

#### Quân đội Hy Lạp cổ đại
Quân đội Hy Lạp cổ đại được xây dựng theo chế độ nghĩa vụ quân sự nhưng chỉ áp dụng đối với đàn ông tự do từ đủ 18 tuổi đến đủ 60 tuổi. Đàn ông nô lệ tham gia quân đội theo chế độ tình nguyện. Nhà nước Hy Lạp cổ đại khuyến khích sự tự nguyện này bằng cách công nhận tư cách công dân của họ sau khi họ lập thành tích trên chiến trường. Những người đã giữ chức vụ trong bộ máy nhà nước được miễn thi hành nghĩa vụ quân sự. Thời hạn thực hiện nghĩa vụ quân sự là hai năm. Ngoài chế độ nghĩa vụ quân sự, công dân Hy Lạp là nam giới phải thực hiện lệnh động viên quân sự do đại hội các công dân quyết định khi có tình trạng chiến tranh. Đại hội này cùng xác định số lượng quân nhân phải thực hiện lệnh động viên. Chỉ huy quân đội Hy Lạp cổ đại là 10 vị Tướng quân do dân bầu; có nhiệm vụ tuyển mộ, huấn luyện, tổ chức binh sĩ ở các bộ lạc thành các binh đội. Khi phục vụ trong quân đội, các chỉ huy và binh sĩ được trả lương cao.
Ở thời kỳ chiến tranh chống Đế quốc Ba Tư, Quân đội Hy Lạp có tổng quân số lên đến 41.800 người gồm 13.000 lính bộ binh nặng, 16.000 lính bộ binh nhẹ (chủ yếu là nhiệm vụ đồn trú, phòng thủ), 1.200 kỵ binh và 1.600 lính bắn cung. Trong đó, bộ binh nặng gồm các công dân tự do có điều kiện kinh tế tương đối khá giả với trang bị mũ, giáp, mộc, kiếm ngắn và giáo dài đến 3 m là lực lượng nòng cốt của quân đội. Bộ binh nhẹ gồm dân nghèo và nô lệ thường phải tự kiếm lấy vũ khí, trang bị. Trong bộ binh nhẹ của Quân đội Hy Lạp cổ đại còn có thêm lính từ các liên minh và cả lính lê dương (legionnair). Bộ binh nhẹ được đánh giá cao vì sự tháo vát, nhanh nhẹn và ý chí chiến đấu cao. Quân đội Hy Lạp cổ đại còn có một hạm đội quân sự mạnh chủ yếu để vận chuyển lục quân đến các vùng chiến sự và tham gia các trận hải chiến phòng thủ.
Trong lịch sử, Quân đội Hy Lạp cổ đại đã có những chiến thắng lớn trong các trận đánh ở Marathon, Platea…

#### Quân đội La Mã cổ đại
Quân đội La Mã cổ đại tại lúc đỉnh điểm dưới triều Septimius Severus bao gồm 500.000 quân:
- 182.000 lính Lê dương
- 250.000 quân trợ chiến
- 10.000 Cận vệ Hoàng đế
- 40.000 lính Hải quân
- 11.000 quân mọi rợ

Các binh sĩ của quân đội La Mã đều là những quân nhân chuyên nghiệp và họ tình nguyện tham gia phục vụ 25 năm trong quân ngũ. Nhiệm vụ chính của quân đội La Mã vào đầu thời kì đế quốc đầu đó là bảo vệ nền Thái bình La Mã (Pax Romana).Ba bộ phận chính của quân đội đó là:
- Các đơn vị đồn trú tại Rome, trong đó bao gồm cả lực lượng vệ binh hoàng gia và vigile, những người có vai trò như là cảnh sát và nhân viên cứu hỏa;
- Quân đội ở các tỉnh, bao gồm cả các quân đoàn La Mã và các đạo quân trợ chiến được cung cấp bởi các tỉnh (auxilia);
- Hải quân.

#### Quân đội các quốc gia Trung Quốc cổ đại
Quân đội Trung Quốc cổ đại được tuyển trong hệ thống toàn dân số, những binh sĩ ra trận nếu lập được công lớn sẽ được thưởng nhiều bổng lộc, đất đai từ triều đình.
Phần lớn trang bị của quân đội Trung Quốc thời cổ đại (nhà Thương, nhà Chu) thường nghèo nàn, thường chỉ có cung tên, khiên gỗ và giáo gỗ mũi bằng đồng, áo giáp làm bằng da thuộc, chỉ huy cao cấp mới có áo giáp là các tấm lá đồng và được dùng ngựa chiến. Tuy nhiên, quy mô quân đội đã khá lớn. Theo sử sách ghi lại, trong trận Mục Dã, Chu Vũ Vương đã huy động 45.000 quân chính quy để đánh diệt nhà Thương. Trụ Vương của nhà Thương thì đã huy động tới 700.000 quân để chống lại (tuy nhiên phần lớn quân Thương là nô lệ, chỉ có một phần là quân chính quy)

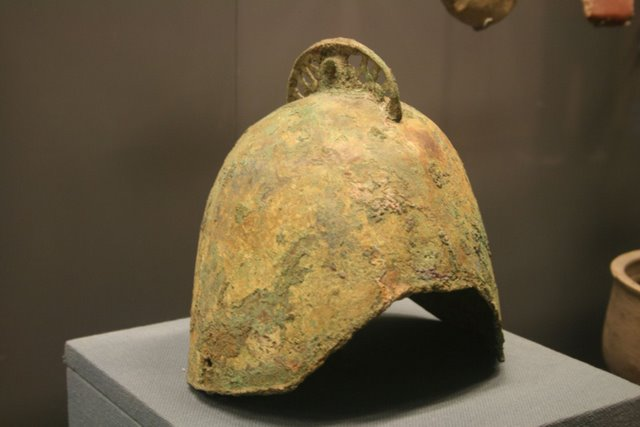
Một mũ trụ bằng đồng của binh sĩ nước Yên thời Chiến quốc

Đến thời Xuân Thu và Chiến quốc (770-221 TCN), do chiến tranh liên miên nên quân đội phát triển nhanh cả về quân số và trang bị. Việc mở rộng chế tác đồ sắt ở Trung Quốc thời kỳ này đã làm thay đổi chất lượng trang bị,khí giới bằng sắt bén hơn, sản xuất được nhiều hơn, mau hơn. Về khí giới, người ta chế tạo nỏ và nỗ pháo (catapult) để bắn đá(thế kỷ V TCN).Nỏmạnh hơn và bắn xa hơn cung, có thể được non 500 mét theo sách thời đó chép. Các tòa thành cũng ngày một cao hơn, kiên cố hơn. Thời Mặc Tử, Công Thâu Ban đã chế tạo được thang mây để đánh thành. Sở dĩ có tên đó vì thang rất cao mới đủ leo lên đánh thành.
Đến thời Chiến quốc, các nước đã thực hiện nghĩa vụ quân sự, nam giớicả nước đều phải đăng lính, vũ khí trang bị cũng rất đa dạng. Nước nào cũng có vài trăm ngàn quân, quy mô quân đội còn vượt cả Đế quốc La Mã. Quy mô các chiến dịch cũng rất lớn, quân số các bên huy động vượt xa bất cứ chiến dịch nào ở châu Âu thời trung cổ. Ví dụ như trận Y Khuyết, 120.000 quân Tần đánh với 240.000 quân Ngụy, quân Tần đại thắng và tiêu diệt gần hết quân Ngụy. Trận Trường Bình còn lớn hơn nữa, nước Triệu huy động 450.000 quân còn nước Tần huy động khoảng mấy trăm nghìn quân. Quân Triệu đại bại, gần như toàn bộ quân số 450.000 đều bị giết.
Nước Tần vào thế kỷ thứ IV TCN, bắt tất cả đàn ông từ 15 hay 20 tuổi tới 60 tuổi phải nhập ngũ, như vậy là chỉ còn đàn bà con nít là khỏi phải ra trận. Chính sách ngụ binh ư nông được phổ biến: người dân nào cũng thời bình thì làm ruộng, tập võ nghệ, thời chiến thì thành lính. Nước Tần đến năm 230 TCN đã có thể huy động gần 1 triệu quân để thôn tính 6 nước khác, thống nhất Trung Quốc.

## Tổ chức quân đội
Quân đội đặt dưới sự chỉ huy, quản lý và điều hành của Bộ quốc phòng. Bộ trưởng Bộ quốc phòng là người chỉ huy trực tiếp của Quân đội. Bộ trưởng Bộ quốc phòng có thể là một tướng lĩnh trong quân đội như của Quân đội Nga hay Quân đội Trung Quốc, cũng có thể nhà một quan chức dân sự như của Quân đội Hoa Kỳ, Quân đội Thuỵ Điển, Quân đội Na Uy.

### Theo môi trường tác chiến

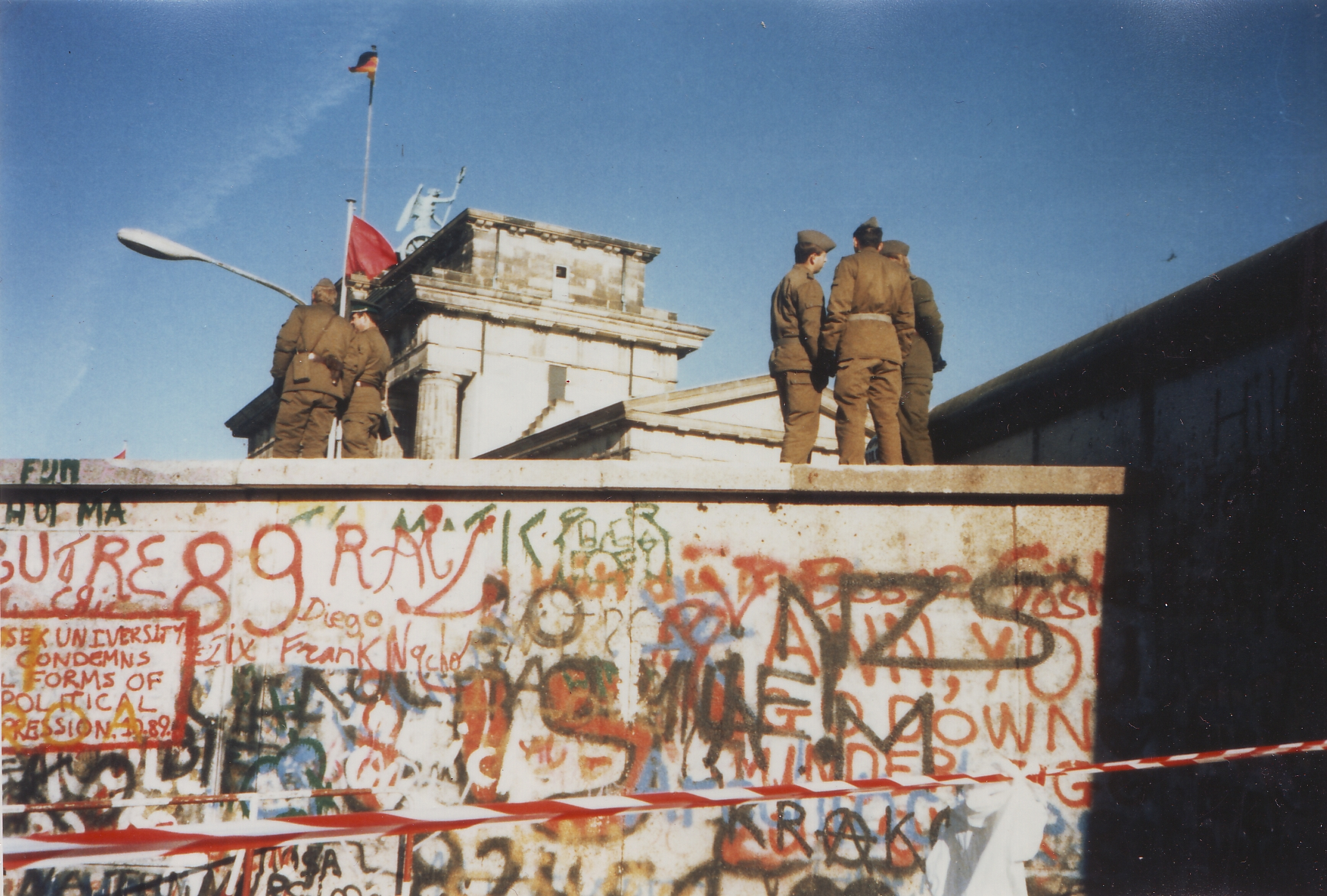
Binh lính Liên Xô đứng gác bức tường Berlin vào năm 1989.

Các nước có khái niệm khác nhau về quân đội và lực lượng vũ trang. Một số nước hiểu "quân đội" đồng nghĩa với "lực lượng vũ trang". Một số nước khác hiểu "quân đội" là thành phần trụ cột, nòng cốt của "lực lượng vũ trang". Do đó, thành phần các quân chủng có thể không giống nhau
Quân đội được tổ chức thành các quân chủng
- Lục quân
- Không quân (một số nước có quy mô không quân nhỏ thường ghép với Phòng không)
- Hải quân (một số nước không giáp biển chỉ tổ chức lực lượng Thủy quân độc lập hoặc ghép vào Lục quân)
- Phòng không (một số nước có quy mô phòng không nhỏ thường ghép với Không quân)
- Biên phòng
- Tuần duyên

Một số nước có quân chủng Thủy quân lục chiến (như Hoa Kỳ). Lực lượng Biên phòng, Tuần duyên cũng thuộc quân đội nhưng tùy theo quốc gia, có thể có hoặc có thể không đặt dưới sự quản lý, điều hành của Bộ Quốc phòng.
Một số nước lớn có vũ khí hạt nhân như Hoa Kỳ, Liên Xô (cũ), Nga, Trung Quốc có tổ chức quân chủng Tên lửa chiến lược hoặc Bộ tư lệnh không gian (Hoa Kỳ, Trung Quốc) bao gồm cả lực lượng Tên lửa chiến lược.

### Theo ngành chức năng và đặc điểm phương tiện, vũ khí
Quân đội được chia thành các binh chủng chức năng, mỗi một chức năng thường do một đơn vị cấp bộ tư lệnh hoặc cấp cục phụ trách. Theo mô hình tổ chức trực tuyến tham mưu và trực tuyến chức năng, các bộ tư lệnh binh chủng có quyền chỉ huy trực tiếp đối với các đơn vị chiến đấu trực thuộc và quyền tham gia chỉ huy theo chức năng đối với các đơn vị chiến đấu không trực thuộc nhưng có sử dụng vũ khí, trang bị do ngành mình quản lý.
- Bộ binh: tổ chức quân đội duy nhất không có bộ tư lệnh chức năng riêng
- Pháo binh
- Tên lửa mặt đất (các nước có quy mô lục quân nhỏ thường ghép binh chủng này vào Pháo binh)
- Công binh
- Phòng không
- Cao xạ phòng không (ở những nước có quy mô phòng không cấp quân chủng)
- Tên lửa phòng không (ở những nước có quy mô phòng không cấp quân chủng)
- Không quân (ở những nước có lực lượng không quân vừa và nhỏ)
- Không quân tiêm kích (ở những nước có quy mô không quân lớn)
- Không quân ném bom (ở những nước có quy mô không quân lớn)
- Không quân chiến lược (ở những nước có quy mô không quân lớn)
- Không quân chiến thuật (ở những nước có quy mô không quân lớn)
- Tác chiến điện tử: một số nước (trong đó có Việt Nam) vẫn gọi là binh chủng radar
- Thông tin quân sự
- Xe tăng hoặc Tăng-thiết giáp
- Hoá học
- Thủy quân lục chiến (ở những nước có quy mô hải quân nhỏ)
- Đặc công (hay lực lượng đặc biệt, lực lượng tinh nhuệ... tuỳ theo cách gọi của mỗi nước)
- Đổ bộ đường không
- Vận tải quân sự
- Kị binh (đến thời hiện đại đã chuyển thành kị binh thiết giáp, kị binh không vận).
- Tên lửa chiến lược (ở những nước có lực lượng tên lửa chiến lược vừa và nhỏ).

Các binh chủng có thể được tổ chức trong biên chế của các quân chủng nhưng cũng có thể được tổ chức độc lập.

### Theo sự phân cấp và quy mô tổ chức
Theo sự phân cấp, các đơn vị chủ lực của quân đội (chủ yếu là của lục quân) có thể được phân cấp thành
- Phương diện quân: tổ chức biên chế tương đương 7 đến 10 quân đoàn hoặc từ 3 đến 7 tập đoàn quân. Tư lệnh Phương diện quân thường có cấp hàm Nguyên soái hoặc Đại tướng.
- Tập đoàn quân: tổ chức biên chế tương đương khoảng 2-5 quân đoàn hoặc từ 7 đến trên 10 sư đoàn. Tư lệnh Tập đoàn quân thường có cấp hàm Đại tướng, Thượng tướng hoặc Trung tướng.
- Quân đoàn gồm các sư đoàn và có thể có lữ đoàn hoặc các trung đoàn độc lập được phối thuộc. Tư lệnh quân đoàn thường có cấp hàm Trung tướng hoặc Thiếu tướng. Ở Việt Nam tư lệnh quân đoàn có trần quân hàm là Thiếu tướng.
- Sư đoàn gồm các trung đoàn, lữ đoàn và có thể có các tiểu đoàn độc lập được phối thuộc. Chỉ huy Sư đoàn thường có cấp hàm Thiếu tướng hoặc Đại tá. (Trong Quân đội nhân dân Việt Nam thời kỳ Chiến tranh Việt Nam, chỉ huy sư đoàn có thể chỉ có cấp hàm Thượng tá). Hiện tại, Sư đoàn trưởng của Việt Nam là Đại tá.
- Lữ đoàn gồm các tiểu đoàn và các đại đội tăng cường, có quy mô lớn hơn trung đoàn và nhỏ hơn sư đoàn. Chỉ huy lữ đoàn thường có cấp hàm Thiếu tướng, Đại tá, Thượng tá và Trung tá. Với QĐND Việt Nam Lữ đoàn trưởng là một Đại tá.
- Trung đoàn gồm các tiểu đoàn và có thể có các đại đội độc lập phối thuộc. Chỉ huy trung đoàn thường có cấp hàm Thượng tá, Trung tá hoặc Thiếu tá. Với QĐND Việt Nam thì trung đoàn trưởng là Thượng tá nhưng có một số trung đoàn lớn hoặc ở vị tí quan trọng thì có thể lên Đại tá.
- Tiểu đoàn gồm các đại đội và có thể có các trung đội phối thuộc. Chỉ huy tiểu đoàn thường có cấp hàm Thiếu tá, Đại uý hoặc Thượng uý. Quân hàm cao nhất của Tiểu đoàn trưởng ở Việt Nam là Trung tá hoặc Thượng tá tùy đơn vị, thấp nhất là Đại úy.
- Đại đội gồm các trung đội và có thể có các tiểu đội phối thuộc. Chỉ huy đại đội thường có cấp hàm Đại uý, Thượng uý hoặc Trung uý.
- Trung đội gồm các tiểu đội. Chỉ huy trung đội thường có cấp hàm Trung uý, Thiếu uý hoặc Chuẩn uý.
- Tiểu đội là đơn vị tổ chức nhỏ nhất của quân đội cũng như các lực lượng vũ trang khác. Chỉ huy tiểu đội thường có cấp hàm Chuẩn uý hoặc cấp hàm thuộc bậc hạ sĩ quan.

Các tổ chức quân sự quy mô lớn như phương diện quân, tập đoàn quân, đại quân đoàn... thường chỉ có ở các nước lớn như Quân đội Liên Xô (cũ), Quân đội Nga, Quân đội Hoa Kỳ, Quân đội Trung Quốc, Quân đội Anh, Quân đội Pháp... Quân đội nhân dân Việt Nam cũng có các tổ chức đến cấp Quân đoàn, hiện có 4 quân đoàn và một đơn vị tương đương quân đoàn. 4 Quân đoàn của QĐND Việt Nam gồm:
- Binh đoàn Quyết Thắng - Quân đoàn 1
- Binh đoàn Hương Giang - Quân đoàn 2
- Binh đoàn Tây Nguyên - Quân đoàn 3
- Binh đoàn Cửu Long - Quân đoàn 4.

### Theo địa bàn hoặc vùng biển, đại dương
Nhiều nước tổ chức lực lượng quân sự theo địa bàn song song với tổ chức biên chế các đơn vị chủ lực; đảm nhận hoạt động quân sự trên địa bàn được phân công trong lãnh thổ, lãnh hải và vùng trời của quốc gia:
Đại quân khu: Tổ chức lực lượng quân sự theo địa bàn của Trung Quốc, phạm vi hoạt động được đảm nhận từ 3 đến 6 tỉnh. Tư lệnh đại quân khu tại Trung Quốc thường có cấp hàm thượng tướng (trước năm 1976 thường có cấp hàm đến Nguyên soái).
Quân khu: Tổ chức lực lượng quân sự theo địa bàn của Liên Xô (cũ), Nga, Việt Nam, các nước phương Tây (kể cả Đông Âu)..., thường đảm nhận hoạt động quân sự trên địa bàn từ 5 đến trên 10 tỉnh. Tư lệnh quân khu thường có cấp hàm từ thiếu tướng đến thượng tướng (tùy theo Luật sĩ quan quân đội của từng nước). Hiện nay, QĐND Việt Nam chia các khu vực thành 8 Quân khu và Bộ tư lệnh Thủ Đô. Các quân khu được đánh số từ 1 đến 9 và từ Bắc Vào Nam. Tư lệnh quân khu của Việt Nam có trần quân hàm Thượng tướng. Các quân khu hiện có của Việt Nam gồm:
- Quân khu 1 Đông Bắc
- Quân khu 2 Tây Bắc
- Quân khu 3 Đồng bằng Sông Hồng
- Bộ tư lệnh Thủ Đô hay Quân khu Thủ Đô
- Quân khu 4 Bắc Trung bộ
- Quân khu 5 Nam Trung bộ và Tây Nguyên (Quân khu 6 sát nhập vào quân khu 5)
- Quân khu 7 Đông Nam bộ (Quân khu 10 sát nhập vào quân khu 7)
- Quân khu 9 Đồng bằng Sông Cửu Long (Quân khu 8 sát nhập vào quân khu 9)

Hạm đội đại dương: Là tổ chức quân sự lớn nhất của quân chủng Hải quân. Tổ chức hải quân có quy mô Hạm đội đại dương chỉ có ở các siêu cường quốc như Liên Xô (cũ), Nga (Hạm đội Thái Bình Dương, Hạm đội Bắc Băng Dương), Hoa Kỳ (các hạm đội 2 - Bắc Đại Tây Dương, 4 - Nam Đại Tây Dương, 6 - Địa Trung Hải, 5 - Ấn Độ Dương, 3 - Đông Thái Bình Dương, 7 - Tây Thái Bình Dương). Tư lệnh hạm đội đại dương thường có cấp bậc hàm đại đô đốc hoặc đô đốc.
Hạm đội biển: là tổ chức quân sự lớn thứ hai của Hải quân, có phạm vi hoạt động tren vùng biển lân cận của quốc gia. Tổ chức hạm đội biển cũng chỉ có ở những nước lớn như Liên Xô (cũ), Hoa Kỳ, Nga (các hạm đội Ban Tích, Biển Bắc, Biển Đen), Trung Quốc (các hạm đội Bắc Hải, Đông Hải và Nam Hải).v.v... Tư lệnh hạm đội biển thường có cấp hàm đô đốc hoặc phó đô đốc
Hạm đội tàu sân bay: tổ chức hải quân đặc trưng chỉ có ở những nước có tàu sân bay, có quy mô lớn nhất trong tổ chức hải quân hành động theo nhiệm vụ của các tất cả các nước trên thế giới hiện nay. Thành phần chính thường gồm 1 đến 2 tàu sân bay, từ 2 đến 3 tàu tuần dương, từ 5 đến trên 10 tàu khu trục, tàu hộ tống và chiến hạm các loại khác, từ 3 đến 5 tàu ngầm tấn công, các tàu chở dầu, tàu chở đạn, có thể có thêm từ 1 đến 2 tàu đổ bộ đa chức năng. Chỉ huy hạm đội tàu sân bay thường có cấp hàm đô đốc hoặc phó đô đốc.
Vùng hải quân: là tổ chức hải quân chủ yếu làm nhiệm vụ phòng thủ, tuần tiễu trên lãnh hải của quốc gia. Tổ chức này được áp dụng ở nhiều nước có lực lượng hải quân vừa và nhỏ. Hải quân Việt Nam hiện nay có 5 vùng hoạt động. Tư lệnh vùng hải quân thường có cấp hàm phó đô đốc, chuẩn đô đốc hặc đại tá hải quân. Vùng Hải Quân của Việt Nam được đánh số từ 1 đến 5 và từ Bắc vào Nam gồm:
- Vùng 1 Vịnh Bắc Bộ từ Quảng Ninh đến Hà Tĩnh
- Vùng 2 Từ Nam Bình Thuận đến Bạc Liêu
- Vùng 3 Từ Quảng Bình đến Bình Định bao gồm Quần đảo Hoàng Sa
- Vùng 4 Từ Quảng Ngãi đến Bắc Bình Thuận bao gồm Quần đảo Trường Sa
- Vùng 5 Từ Cà Mau đến Kiên Giang và Vịnh Thái Lan

Hải đoàn: Là tổ chức hải quân tương đương cấp sư đoàn hoặc trung đoàn, thường có từ 5 đến trên 10 tàu chiến và các tàu hậu cần, có thể có thêm một số tàu ngầm tấn công, được tổ chức cho một đến vài nhiệm vụ hoạt động quân sự trên biển. Chỉ huy hải đoàn thường có cấp hàm đại tá, thượng tá hoặc trung tá hải quân.
Hải đội: Là tổ chức hải quân tương đương với tiểu đoàn hoặc đại đội, biên chế có từ 3 đến 5 tàu, hoạt động trong phạm vi hẹp. Chỉ huy hải đội thường có cấp hàm trung tá, thiếu tá hoặc đại uý hải quân.

## Sức mạnh quân sự

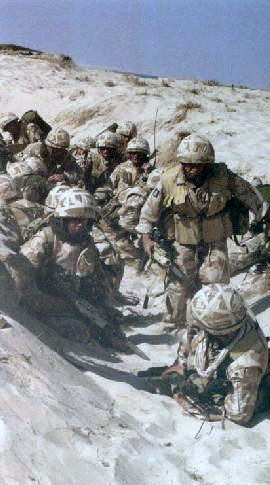
Đại đội C, Tiểu đoàn số 1, Trung đoàn Staffordshire, Sư đoàn thiết giáp số 1 Hoàng gia Anh trong Chiến tranh vùng Vịnh 1991

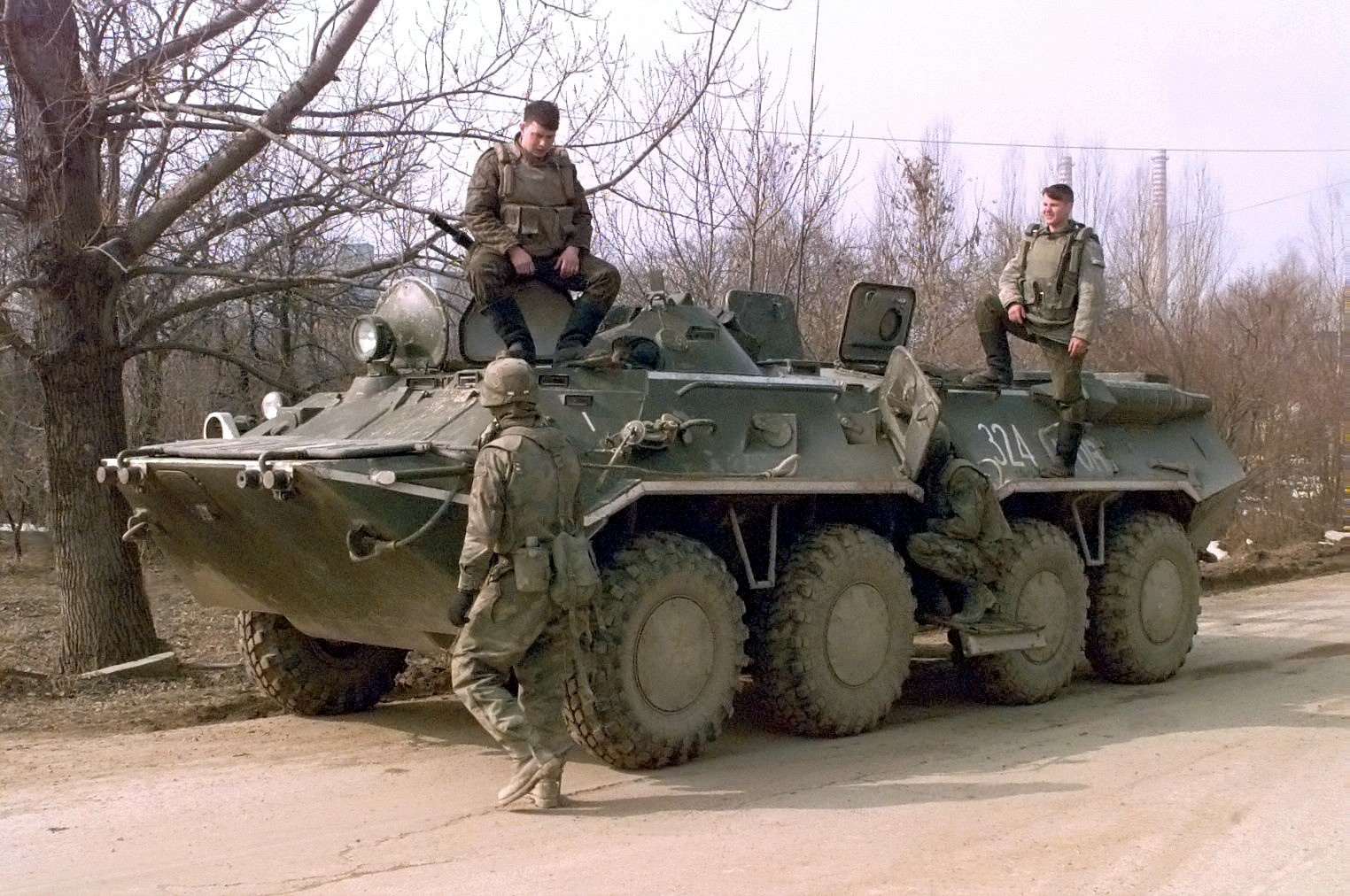
Hai binh sĩ Công binh Đức kiểm tra 1 chiếc thiết giáp BTR-80 của Nga ở Serbia/1996

Sức mạnh quân sự là thuật ngữ miêu tả về số lượng và chất lượng của lực lượng quân đội một quốc gia, khả năng đáp ứng yêu cầu nhiệm vụ của nó. Sức mạnh quân đội của một đất nước có thể hiểu là số lượng người trong các đơn vị của quân đội, khả năng hủy diệt của vũ khí được sử dụng, hoặc là cả hai. Ví dụ, tuy Trung Quốc và Ấn Độ duy trì số lượng quân đông nhất trên thế giới nhưng quân đội Hoa Kỳ lại được xem là một trong những nước mạnh nhất. 
Sức mạnh của quân đội phụ thuộc sức mạnh tổng hợp của chế độ chính trị, trình độ kinh tế, khoa học công nghệ... của đất nước; số lượng, chất lượng sĩ quan và binh sĩ, nghệ thuật quân sự, vũ khí, phương tiện kỹ thuật quân sự, trình độ tổ chức chỉ huy.

### Các nhân tố hợp thành sức mạnh của quân đội
Có hai nhân tố tạo thành sức mạnh của quân đội là con người và vũ khí trang bị.
- Con người: là nhân tố quyết định tạo nên sức mạnh của quân đội. Yếu tố con người chủ yếu là sự tính đến lực lượng chỉ huy là các sĩ quan và lực lượng binh sĩ chiến đấu trực tiếp là các chiến sĩ. Yếu tố con người cũng đề cập đến trình độ chỉ huy, các chiến lược và chiến thuật chỉ huy của các sĩ quan chỉ huy, đến chất lượng chỉ huy của sĩ quan và trình độ chiến đấu của chiến sĩ. Nhân tố con người thể hiện ở thể lực, trí tuệ tức là chất lượng của lực lượng được tuyển chọn vào trong quân đội và cùng với nó là quá trình huyến luyện đào tạo và sự kinh qua chiến đấu. Cũng như bất cứ lĩnh vực nào, việc tuyển chọn, đào tạo và bố trí con người đóng vai trò quyết định.
- Vũ khí, trang bị kỹ thuật và công nghệ: Đây là yếu tố quan trọng, cùng với nhân tố con người nó là hai yếu tố chính tạo nên sức mạnh của quân đội. Với sự phát triển như vũ bão về khoa học và kỹ thuật hiện nay, yếu tố vũ khí, trang bị kỹ thuật ngày càng đóng vai trò quan trọng hơn trong việc tạo nên sức mạnh của quân đội. Tuy nhiên chi phí cho sự phát triển vũ khí, khoa học công nghệ quân sự rất tốn kém, chỉ những nước có nền kinh tế rất mạnh mới có thể phát triển tốt và có ưu thế về vũ khí, công nghệ quân sự vượt trội so với nước khác.

Yếu tố con người và vũ khí trang bị kỹ thuật luôn có sự liên quan chặt chẽ với nhau. Ở những nước có nền kinh tế chưa cao có thể đầu tư vào phát triển yếu tố con người. Do việc đầu tư vào vũ khí trang bị kỹ thuật tiên tiến, hiện đại chiếm ưu thế là rất tốn kém còn việc đào tạo ít tốn kém hơn, mặt khác có thể tận dụng được những lợi thế trong quá trình tuyển chọn ban đầu như việc chọn những người có trí tuệ và thể lực tốt.

## Khoa học quân sự
Khoa học quân sự là khoa học nghiên cứu và phát triển về kỹ thuật, công nghệ, nghiên cứu về tâm lý, về các hiện tượng thực tế, hoàn thiện chúng để sử dụng trong chiến tranh, đặc biệt là trong các chiến đấu.
Bởi vì hầu hết các khái niệm và phương pháp được sử dụng đặc thù trong quân đội, nhiều hệ thống của quân đội không được áp dụng trong các ngành thương mại. Phần lớn các tài liệu khí tài được nghiên cứu, thiết kế, phát triển và cung cấp để đưa vào kho vũ khí của các tổ chức khoa học quân sự nằm bên trong cấu trúc tổng thể của quân đội. Do đó các nhà khoa học quân sự tương tác với tất cả các bộ phận liên quan tới vũ khí và dịch vụ của các lực lượng vũ trang, và ở tất cả các cấp của hệ thống cấp bậc quân sự.
Mặc dù liên quan với nghiên cứu tâm lý học quân sự, chủ yếu là sự căng thẳng trong chiến đấu và nó ảnh hưởng đến tinh thần quân lính như thế nào, thường phần lớn các hoạt động khoa học quân sự là hướng vào công nghệ thông tin tình báo quân sự, thông tin liên lạc quân sự và cải thiện khả năng tác chiến thông qua nghiên cứu. Việc thiết kế, phát triển và tạo mẫu các loại vũ khí, thiết bị hỗ trợ quân sự và công nghệ quân sự nói chung cũng là một lĩnh vực được đầu tư nhiều công sức - bao gồm tất cả mọi thứ từ các mạng truyền thông toàn cầu và tàu sân bay cho đến sơn và thực phẩm.

## Chiến đấu
Lý do chính cho sự tồn tại của quân đội là để tham gia vào chiến đấu, khi nó được các chính sách quốc phòng yêu cầu, và để giành chiến thắng. Điều này thể hiện một mục tiêu của bất kỳ tổ chức quân sự nào, và tập trung chủ yếu cho quân đội thông qua lịch sử quân sự.
Các "triển khai đồng bộ" của lực lượng quân đội đã được dùng để chỉ sự phối hợp quân lực, các đơn vị như trung đoàn bộ binh hoặc nhóm tàu chiến được triển khai tại một địa điểm đặc biệt, hoặc là tổng hợp các lực lượng này. Ví dụ: Trong chiến tranh vùng Vịnh, bộ chỉ huy trung ương Hoa Kỳ kiểm soát các lực lượng quân sự của bốn dịch vụ quân sự của Hoa Kỳ.

### Chiến lược
Chiến lược quân sự là việc quản lý của các lực lượng trong các cuộc chiến tranh và các chiến dịch quân sự của một vị chỉ huy sử dụng lực lượng quân sự lớn hoặc quy mô cấp quốc gia và đồng minh như một lực lượng toàn thể, hoặc gồm tất cả các yếu tố cấu thành của quân đội: lực lượng hải quân và không quân, các đội tàu và số lượng lớn máy bay. Chiến lược quân sự là một kế hoạch dài hạn của chiến tranh với một tầm nhìn rộng về ý nghĩa kết quả, bao gồm các yếu tố có thể không phải quân sự. Chiến lược quân sự quan tâm nhiều hơn với việc hỗ trợ và duy trì chiến tranh thông qua lập kế hoạch, thay vì quản lý quân lực và kỹ năng chiến đấu. Phạm vi quy hoạch chiến lược quân sự có thể kế hoạch theo tuần, nhưng thường được lập theo tháng hoặc thậm chí nhiều năm.

### Điều hành
Trong chiến tranh và học thuyết quân sự, điều hành quân sự là khi các cấp chỉ huy phối hợp các chi tiết nhỏ về chiến thuật nhằm đạt mục đích tổng quát của chiến lược.
Mức độ hoạt động của điều hành quân sự là ở quy mô lớn hơn so với chiến thuật, và nhỏ hơn cấp độ chiến lược, nơi khả năng sản xuất và chính trị là những cân nhắc. Các đội quân có thể là các cấp độ điều hành nếu họ có thể tiến hành các hoạt động riêng của họ, và có kích thước đủ lớn để được xử lý trực tiếp hoặc có một tác động đáng kể ở cấp chiến lược. Khái niệm này đã đi tiên phong trong quân đội Đức trước và trong Chiến tranh thế giới thứ hai. Tại quy hoạch này mức độ và thời gian hoạt động từ một tuần đến một tháng, và được thực hiện bởi quy mô Quân đoàn bộ binh và tương đương trong hải quân và không quân.

## Nam tính
Nam tính và nhận thức về nam tính đóng một vai trò quan trọng trong quân đội. Tổ chức quân sự tạo ra vai trò và trách nhiệm mà họ mong đợi các thành viên để thích ứng với đặc biệt là trong điều kiện bất lợi và đe dọa tính mạng. Cũng giống như khái niệm nam tính được sử dụng trong xã hội, nam tính là một từ được liên kết với quân đội khá thường xuyên như sự phân biệt liên quan đến giới tính. Các nghiên cứu về nam tính trong quân đội đã được tiến hành với các quân nhân Anh và xác định rằng các lực lượng quân sự là tổ chức nam tính và quân sự hỗ trợ mạnh mẽ văn hóa này. Theo những người lính, độ dai, độ bền, sức mạnh thể chất và tính ưa gây gổ là yêu cầu để trở thành một người lính có hiệu quả. Sự gắn kết các quân nhân trong đơn vị được tạo ra từ những nghi thức xã hội đòi hỏi sự tuân thủ tuyệt đối và một cảm giác mất nhân cách cá nhân. Ngoài ra, văn hóa quân sự được đặc trưng bởi mức độ gắn kết xã hội rất cao được coi là cần thiết để hiệu quả hoạt động của đơn vị. Nam tính được nhấn mạnh này đã tách biệt khá cứng nhắc giữa nam tính và nữ tính và đặt chúng vào vị thế đối nghịch nhau. Đã có một số nỗ lực của việc thay đổi nhận thức này vào cuối thế kỷ 20 do việc đưa phụ nữ vào quân đội và việc họ tham chiến. Điều này đã được miêu tả trong các bộ phim như "G.I. Jane" và "Down Periscope".

## Quân đội các nước
- Quân đội Anh
- Quân đội Hoa Kỳ
- Quân đội Liên Xô (cũ)
- Quân đội Nga
- Quân đội Nhân dân Việt Nam
- Quân đội Pháp
- Quân đội Trung Quốc
- Quân đội Nhật Bản
- Quân đội Pakistan